# Gouesnac'h

Gouesnac'h este o comună în departamentul Finistère, Franța. În 1 ianuarie 2022 avea o populație de 2.765 de locuitori.